# Doonesbury

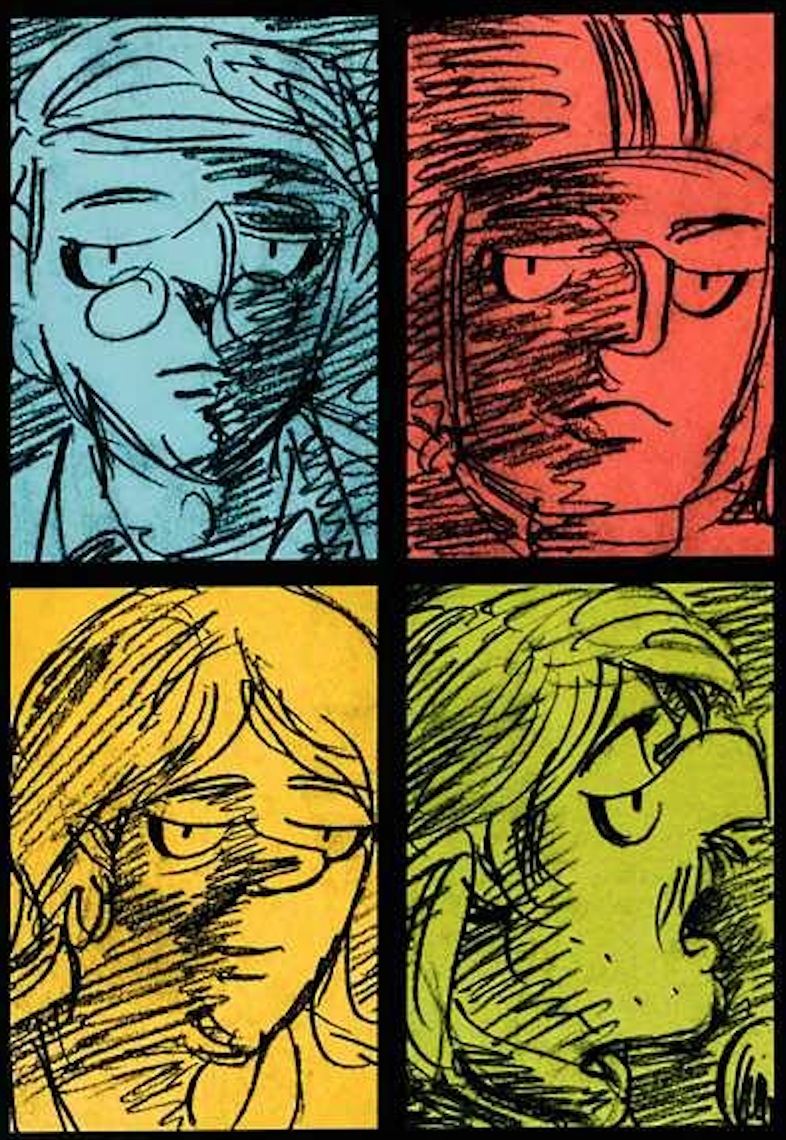

Doonesbury è una striscia a fumetti statunitense ideata e disegnata da Garry Trudeau che ha esordito sulle pagine dei quotidiani il 26 ottobre 1970 e dove la politica statunitense reale si intreccia con la storia di generazioni di personaggi inventati. È molto famosa in patria e all'estero, tanto da essere pubblicata su oltre 1400 giornali e riviste nel mondo e vincitrice di premi Pulitzer, oltre a essere oggetto di una ricca aneddotica nella cultura e nella politica statunitensi. I quotidiani su cui viene pubblicata, per la varietà e l'interesse degli argomenti trattati, ricevono dai lettori lettere di critica o a sostegno della posizione espressa dall'autore; i temi sono molteplici - come la liberalizzazione delle droghe leggere, le missioni di guerra americane, l'AIDS, l'aborto o le vicende di politica interna - e per questo invece di essere pubblicata nella pagina dei fumetti può capitare che la striscia venga spostata nelle pagine riservate agli editoriali, se non in prima pagina. Benché spesso vi compaiano reali personalità politiche, queste sono raramente rappresentate con i loro volti, bensì con artifici grafici che riflettono alcuni aspetti della loro personalità; ad esempio il presidente George W. Bush è stato dapprima rappresentato da un cappello da cowboy sopra un grande asterisco - perché governatore del Texas e per via della sua controversa elezione - e poi da un elmo da imperatore romano sempre sopra un grande asterisco, per rappresentarne l'imperialismo. Verso la fine del suo primo mandato l'elmo fu disegnato ammaccato, con le dorature scrostate e ciuffi di setole strappati. Tra gli altri simboli si ricordano il waffle per rappresentare Bill Clinton, una bomba innescata per Newt Gingrich ed una piuma per Dan Quayle. In Italia il fumetto venne pubblicato dai primi anni settanta sulla rivista Linus per decenni e poi dal quotidiano online Il Post tradotto dal giornalista Enzo Baldoni.

## Storia editoriale
Garry Trudeau nel 1968 frequentava l'Università Yale quando incominciò a pubblicare le prime strisce della serie sul giornale universitario Yale Daily News. Inizialmente la striscia era intitolata "Bull Tales" ed era principalmente focalizzata sulla vita del "campus", ma assunse presto il nome definitivo di Doonesbury. Secondo Redd Hundt, l'allora editore del giornale che diverrà successivamente il presidente della Federal Communications Commission, la linea editoriale del giornale sui fumetti era abbastanza flessibile: «pubblicavamo praticamente di tutto». Bull Tales esordì il 30 settembre 1968 e due anni dopo venne rilanciato in syndication come Doonesbury.

## Trama
Inizialmente narra le vicende di un gruppo di amici durante gli anni del college. Il protagonista è Mike Doonesbury che oltre a dare il nome alla serie è anche l'alter ego dell'autore e di chiare tendenze liberali. Altri coprotagonisti sono B.D., un conservatore che crede saldamente negli ideali americani tanto da averli serviti partecipando a tre guerre, dal Vietnam alle due Guerre del Golfo (1991, 2003), Boopsie, svampita moglie di B.D., Zonker Harris, un perdigiorno cronico che vive a scrocco degli amici. Altro personaggio fondamentale è Mark Slackmeyer, un commentatore radiofonico che permette a Trudeau di rappresentare l'attualità americana intervistando i personaggi del momento. La storia dei personaggi iniziata alla fine degli anni sessanta evolve col tempo per cui li vediamo crescere, vivere, invecchiare e in alcuni casi morire proprio come in una soap opera, definizione dello stesso autore.

## Personaggi principali
La serie oltre ai protagonisti conta anche un enorme numero di comprimari:
- Mike Doonesbury: compagno di stanza di B.D. a Walden, dopo la laurea si sposa con J.J. Caucus da cui ha una figlia. In seguito, perde il lavoro che aveva presso un'agenzia pubblicitaria, divorzia, si risposa con Kim Rosenthal e con lei avvia una software house[6]. Il nome del personaggio è la combinazione del sostantivo doone - termine gergale usato nelle scuole superiori negli anni sessanta per definire "chi non teme di apparire stupido" - con il cognome del compagno di stanza cui venne affibbiato quel nomignolo, Charles Pillsbury.[senza fonte]
- Alex Doonesbury: figlia adolescente di Mike e J.J., attualmente è matricola al MIT. È un po' la coscienza liberal del padre, ormai divenuto conservatore.
- B.D.: un conservatore che crede saldamenti negli ideali americani tanto da averli serviti partecipando a tre guerre, dal Vietnam alle due Guerre del Golfo[6]. Il personaggio è stato ispirato da Brian Dowling, capitano della squadra di football nel 1968 e poi suo allenatore; nel fumetto è inoltre, come già detto, un veterano del Vietnam e delle due guerre del Golfo. È sposato con Boopsie. Perde una gamba in Iraq durante l'invasione del 2003 e per la prima volta, a partire da questo episodio, viene disegnato senza casco o elmetto.
- Barbara Ann Boopstein (Boopsie): svampita moglie di B.D.[6], cheerleader ed attrice di film di serie B.
- Zonker Harris: un perdigiorno cronico che vive a scrocco degli amici[6], tipico hippie californiano degli anni settanta, parla alle piante (che gli rispondono), vince una lotteria e, in un'occasione, compra un titolo nobiliare inglese. Vive con B.D. e Boopsie come baby-sitter della loro figlia. Una via di accesso ad una spiaggia di Malibu porta oggi il suo nome.
- Zipper Harris - nipote di Zonker, studente a Walden.
- Mark Slackmeyer: un commentatore radiofonico che permette all'autore di rappresentare l'attualità americana intervistando i personaggi del momento[6]. è uno dei personaggi dichiaratamente gay della striscia.
- Joanie Caucus: ex casalinga convertita al femminismo, dopo un incontro casuale con Mike e Mark lascia il marito e si iscrive alla facoltà di legge.
- J.J. Caucus: figlia di Joanie, si dedica alla performance art; sposa Mike ma lo lascia per Zeke Brenner.
- Kim Rosenthal: orfana vietnamita adottata da una famiglia ebrea, geek all'ennesima potenza, seconda moglie di Mike. Rifiuta un dottorato in informatica al MIT perché "troppo facile".
- Phred: ex "terrorista" vietcong, conosce B.D. durante la guerra, delegato vietnamita alle Nazioni Unite, diventa poi un dirigente della Nike.
- Roland Burton Hedley III: Giornalista d'assalto, inviato speciale prima per la stampa, poi per la TV, poi per internet.
- Zio Duke: ispirato da Hunter Stockton Thompson, è un ex giornalista di Rolling Stone, governatore delle Samoa Americane; dopo essersi auto-nominato sindaco di una cittadina in Iraq e poi essere rientrato a New Orleans spacciandosi per vittima delle inondazioni del 2005, è attualmente ancora una volta lobbista a Washington assieme a suo figlio; ha fatto parte per vari mesi dello staff, nonostante fosse ridotto a uno stadio di vita vegetativa.
- Lacey Davenport: ispirata a Millicent Fenwick, come lei è una deputata repubblicana. Onesta e incorruttibile, Lacey è stata un punto di riferimento per Joanie Caucus nonostante i diversi schieramenti politici. Nel 1998 muore nel sonno, affetta da qualche tempo dalla malattia di Alzheimer. In seguito appare sporadicamente nelle vesti di fantasma.
- Ron Headrest: alter ego digitale di Ronald Reagan, ispirato da Max Headroom.
- Zolletta Huan: ispirata da Tang Wensheng, l'interprete di Mao Tse-Tung durante gli incontri con Richard Nixon, innamorata non corrisposta di Duke, ne è l'inseparabile compagna nonostante tutto quanto debba sopportare. Nell'aspetto e nel comportamento ricorda la Marcie Johnson dei Peanuts. Nel 2005 si è definitivamente (?) separata da Duke.
- Rev. Scott Sloan: ispirato al reverendo William "Scotty" McLennan, Jr. (compagno di stanza di Trudeau) ed al reverendo William Sloane Coffin, è il cappellano di Walden.

## Stile
Lo stile grafico inizialmente, quando la serie ancora si chiamava “Bull Tales”, era meno definito e con tratti imprecisi dove le figure hanno contorni che sfumano nel bianco della vignetta, tanto che lo storico del fumetto R.C. Harvey affermò che “Doonesbury inaugurò l’era delle strip mal disegnate”. Quando dal 1970 si arrivò alla pubblicazione giornaliera si nota l'influenza delle strisce dei Peanuts di Schulz nella stilizzazione dei volti lievemente arrotondati. Nel corso degli anni ottanta (come raccontato da Brian Walker nel volume “Doonesbury and the Art of G.B. Trudeau“), le matite sono ripassate a china da Don Carlton e questo accresce la precisione della linea con contorni più marcati e l'arricchimento di dettagli. Poi arrivano i retini tipografici ad aggiungere un tono più contemporaneo, cosa che suggerisce anche una maturità più strutturata degli stessi personaggi, ormai non più ragazzini al college. Dopo il periodo sabbatico nel 1984 e per tutti gli anni novanta la componente grafica raggiunge un'importanza tale che, come notato da Douglas Wolk, “Trudeau ormai mette generalmente in scena le sue strisce in modo che in ogni vignetta appaia qualcosa di visivamente rilevante”. Con gli anni 2000 Trudeau usa sempre più spesso primissimi piani e realizza le strisce in modo diametralmente opposto agli esordi, dove la striscia era costituita da più vignette simili e veniva sorretta solo dal testo scritto; ora si hanno invece cambi frequenti di inquadratura e diversi punti di vista, cosa che denota una maggiore sensibilità da regista.
Trudeau inserisce nei dialoghi termini gergali di varie categorie o professioni, tra cui gli agenti immobiliari, gli assistenti di volo, i maniaci dell'informatica, i giornalisti e gli aiutanti presidenziali.

## Controversie e censure
- Legge aborto in Texas: oggetto della serie di strisce è la restrittiva legge dello stato del Texas voluta dai repubblicani per scoraggiare gli aborti, che obbligava le donne a sottoporsi a un'invasiva ecografia nel caso volessero abortire. La striscia è ambientata in una clinica abortiva in Texas, nella quale una donna viene fatta accomodare nella “stanza della vergogna” dove il dottore alle sue rimostranze risponde: “I repubblicani maschi che governano il Texas vogliono che tutte queste abortion-seekers siano esaminate con una bacchetta della vergogna da dieci pollici”. “Fa male?”, chiede lei. E l'infermiera risponde: “Beh, ti darà un po’ fastidio, ma il Texas ritiene che ci avresti dovuto pensare prima”. Il dottore conclude con fare solenne: “Con l'autorità conferitami dalla base del partito repubblicano, io ti stupro”. Trudeau relativamente al paragone fra la procedura imposta alle pazienti e lo stupro ha dichiarato al Washington Post: "Una donna che volesse ottenere una procedura medica legale, ha l'obbligo di sottoporsi ad un esame vaginale con una sonda di plastica lunga 10 pollici" e aggiunge: "L'Oms definisce stupro ‘una penetrazione forzata nella vagina o nell'ano, usando il pene, altre parti del corpo oppure un oggetto". Quindi "spiegatemi qual è la differenza"[8]. Trudeau ha difeso le strisce affermando che si sentiva in dovere di rispondere ai repubblicani che minavano i diritti delle donne rendendo psicologicamente difficile abortire e ostacolando la diffusione delle pratiche contraccettive[1]. Alcuni giornali si rifiutarono di pubblicare questa serie di strisce che ridicolizzano con toni piuttosto forti la legge sull'aborto, mentre altri giornali decisero di pubblicarle spostandole dalla pagina dei fumetti a quella degli editoriali e dei commenti; altri ancora la pubblicarono solo sulla versione online[1]. La Universal Uclick, società che distribuisce le strisce di Doonesbury ai giornali, ha offerto strisce sostitutive per le testate che avrebbero deciso di non pubblicare le vignette in questione[1].

## Temi trattati
Doonesbury ha affrontato negli anni molti temi politici e sociali controversi, a volte per la prima volta visti attraverso una striscia quotidiana a fumetti negli Stati Uniti. Questo è l'elenco di alcune "pietre miliari".
- In una striscia del novembre 1972 Zonker racconta ad un ragazzino una fiaba che termina col protagonista ricompensato con una quantità di hashish pari al proprio peso. Si solleva un coro di proteste dai lettori dei giornali.
- Durante lo scandalo Watergate in una strip Mark appare alla radio mentre conduce un programma sul procuratore generale John Mitchell dichiarandolo "colpevole! colpevole! colpevole! colpevole!!" - a causa di questa strip numerosi giornali, tra cui il Washington Post, sospesero la pubblicazione della striscia.
- Nel giugno 1973 il quotidiano militare Stars and Stripes cancellò Doonesbury perché ritenuta "troppo politicizzata". La strip tornò presto sulle pagine, dopo che centinaia di lettere di protesta giunsero al giornale.
- Nel settembre 1973 il Lincoln Journal è il primo quotidiano a spostare la striscia dalla pagina dei fumetti a quella degli editoriali.
- Nel dicembre 1973 una bambina alunna di Joanie, che nel frattempo è diventata una maestra e che ha cercato di sensibilizzare ai temi dell'emancipazione femminile, riceve una telefonata che le annuncia la nascita di una sorellina e commenta: "È una donna, una giovane donna!"
- Nel febbraio 1976 uno dei personaggi, Andy Lippincott, dichiara il suo essere gay. Il Miami Herald decide che i suoi lettori "non sono ancora pronti per l'omosessualità nei fumetti".
- Nel novembre 1976 una serie di episodi racconta la storia d'amore tra due protagonisti, Rick Redfern e Joanie Caucus; la serie si conclude con una vignetta che mostra i due protagonisti sdraiati l'uno accanto all'altra nel letto. Di nuovo, molti giornali sospesero la pubblicazione della striscia.
- Nel giugno 1978 una striscia conteneva un tagliando che riportava i nomi di vari politici e le cifre che si presume avessero ricevuto da lobbisti coreani, con l'invito ad incollarla su una cartolina ed a spedirla al portavoce della Casa Bianca. L'ufficio del portavoce fu ingorgato dalla posta in arrivo.
- La strip fu sospesa tra gennaio 1983 e settembre 1984; Trudeau lavorò al suo adattamento in un musical per Broadway.
- Nel giugno 1985 una serie di strip incluse fotografie di Frank Sinatra ritratto insieme a numerose personalità della mafia americana accompagnate dal testo del discorso fatto da Ronald Reagan in occasione della premiazione di Sinatra con la Medal of Freedom.
- Nel gennaio 1987 altri politici sono dichiarati "colpevoli! colpevoli! colpevoli!". Si tratta di Ronald Reagan, John Poindexter e Oliver North per lo scandalo Iran-Contras.
- Nel maggio 1990 la strip racconta la morte per AIDS di Andy Lippincott; le sue ultime parole prima di spegnersi sono rimaste famose: "Brian Wilson è Dio".
- Nel novembre 1991 una serie di strisce accusa l'ex vicepresidente Dan Quayle di avere contatti con spacciatori di droga.
- Nel dicembre 1992 la rivista Working Woman segnala due personaggi (Joanie Caucus e Lacey Davenport) come modelli di comportamento per le donne.
- Nel marzo 1995 John McCain denunciò Trudeau al Senato "esprimendo il suo totale disprezzo" per una striscia su come Bob Dole intendesse sfruttare la propria carriera militare nelle elezioni presidenziali del 1996.
- Nel febbraio 1998 una strip dedicata allo scandalo Bill Clinton-Lewinsky fu censurata da molti giornali perché il testo includeva esplicitamente le frasi "sesso orale" e "abito macchiato di sperma".
- Nel novembre 2000 alcuni giornali non pubblicarono una striscia in cui il candidato presidente Duke diceva di George W. Bush che "ha una lunga storia di abuso di alcol e cocaina".
- Nel settembre 2001 una striscia perpetuò la bufala circolante su internet che vuole che George W. Bush sia il presidente col più basso quoziente di intelligenza degli ultimi 50 anni, metà di quello di Clinton. Trudeau si scusò "per aver infastidito chiunque abbia avuto l'impressione che il presidente sia in effetti abbastanza intelligente".
- Nel 2003 un episodio in cui si alludeva alla masturbazione (self-dating) fu censurata da molti giornali.
- Nel febbraio 2004 Trudeau offrì, tramite la striscia, un compenso di 10.000 dollari a chiunque potesse testimoniare personalmente che George W. Bush fosse effettivamente in servizio durante un periodo del suo arruolamento nella Guardia Nazionale.
- Il 21 aprile 2004, dopo 36 anni, i lettori vedono per la prima volta la testa di B.D. senza elmetti o caschi di sorta. Nella stessa striscia si scopre che B.D. ha perso una gamba durante un'azione in Iraq. Qualche giorno dopo, svegliandosi e scoprendo il proprio handicap, B.D. esclama "FIGLIO DI PUTTANA!!!"
- Nel maggio 2004 un'intera pagina domenicale è dedicata all'elenco dei nomi dei soldati morti in Iraq.

### Un esempio: striscia del 18 novembre 2001
Quanto segue è il dialogo della striscia del 18 novembre 2001. I disegni non mostrano volti né personaggi. Il testo si sviluppa in nuvolette poste sopra il tetto della Casa Bianca.
- «Signor Presidente, Lei è stato così preso quest'autunno che non abbiamo avuto modo di informarla di questo: sembra che il programma di difesa missilistica, i tagli fiscali alle corporation, i sussidi ai produttori di energia elettrica e le perforazioni petrolifere in Alaska... praticamente la gran parte dei punti del nostro programma di governo... sono TUTTI giustificati dalla guerra al terrorismo!»
- «Wow... che coincidenza...»
- «Grazie, malvagi!»
- «Se solo sapessero quanto sono stupidi...»

## Premi e riconoscimenti
- Nel 1975 la striscia vince il premio Pulitzer come miglior fumetto politico dell'anno[3].

## Impatto culturale
- Negli anni settanta il presidente statunitense Gerald Ford affermò che "sono tre le maggiori fonti di informazione che ci tengono aggiornati su cosa accade a Washington: i mass-media elettronici, i giornali e Doonesbury - non necessariamente in quest'ordine"[3].

## Altri media
La striscia ha ispirato un film d'animazione ed un musical.